# Filip Ugran
Filip-Ioan Ugran (Târgu Mureș, 12 settembre 2002) è un pilota automobilistico rumeno.

## Carriera

### Inizi
Ugran esordì nei kart nel 2016, rimanendoci fino al 2018.
Nel 2019 debuttò in monoposto correndo la Formula 4 italiana con il team BVM Racing. Ottenne un solo punto e chiuse 26º in classifica. Ugran corse anche due gare in Formula 4 ADAC e tre in Formula 4 spagnola, arrivando sempre a podio ma senza ottenere punti in quanto pilota ospite.
Nel 2020 rimase nella F4 italiana passando alla Jenzer Motorsport. Ottenne la sua prima vittoria ad Imola. Con cinque podi conquistati, finì all'ottavo posto in classifica con 133 punti. Gareggiò per il medesimo anche nella F4 spagnola nel round di Le Castellet, vincendo le prime due gare ed arrivando secondo nella terza, risultato che lo portò al decimo posto in classifica pur senza partecipare a nessun'altra gara.

### Formula 3

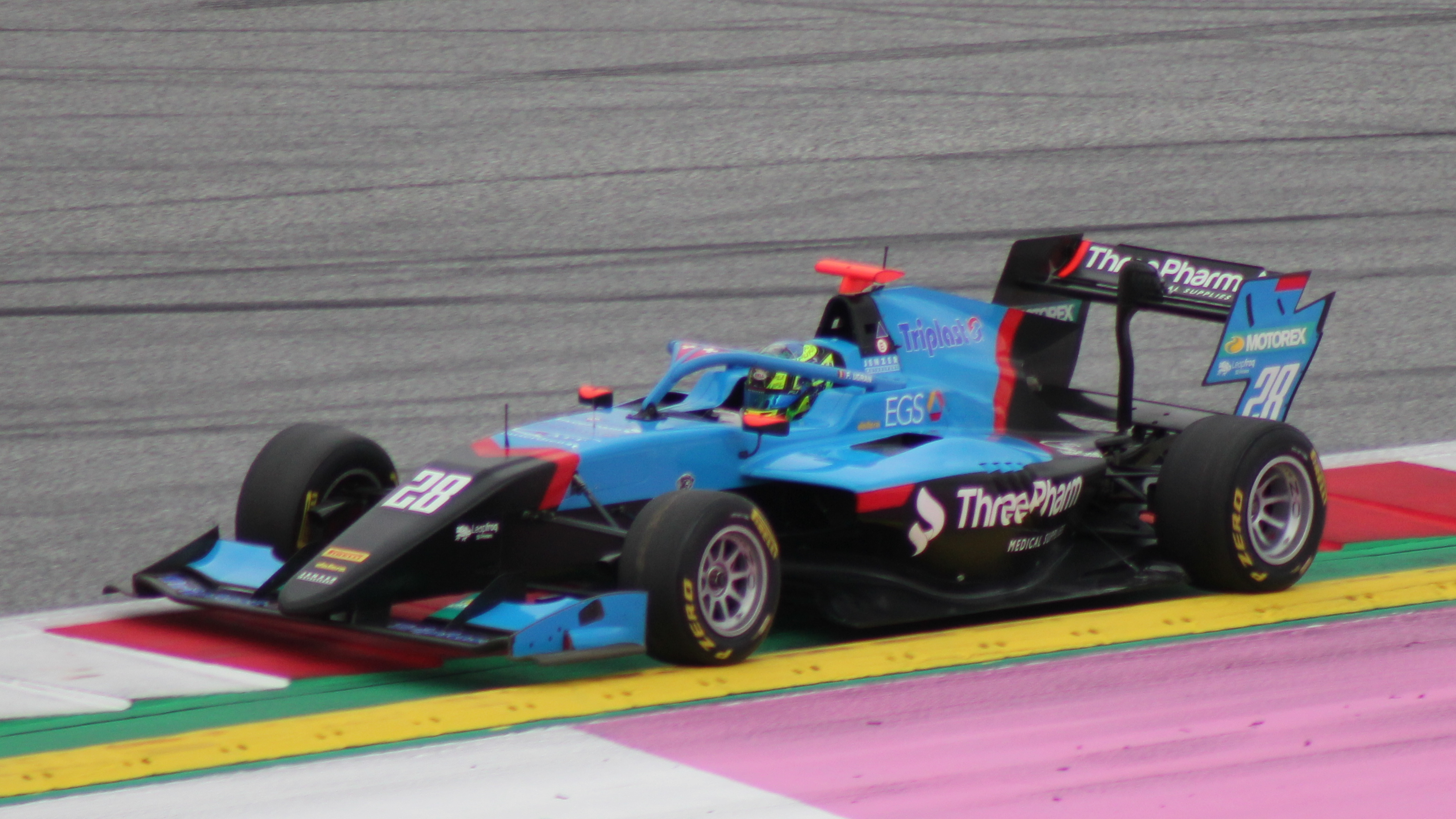
Ugran in Formula 3 nel 2021

Nel 2021 Ugran rimase con il team Jenzer, ma passò al Campionato FIA di Formula 3. La stagione non fu positiva: il pilota rumeno chiuse al 31º posto in classifica senza ottenere alcun punto, con un 15º posto a Zandvoort come miglior risultato.
Nel 2022 partecipa ai primi quattro round della Euroformula Open, guidando per i colori della Van Amersfoort Racing. Il rumeno come miglior risultato ottiene il terzo posto nella prima gara del Paul Ricard. Lo stesso anno torna in Formula 3, ma partecipa solo al round di Silverstone al posto di Aleksandr Smoljar.

### Endurance

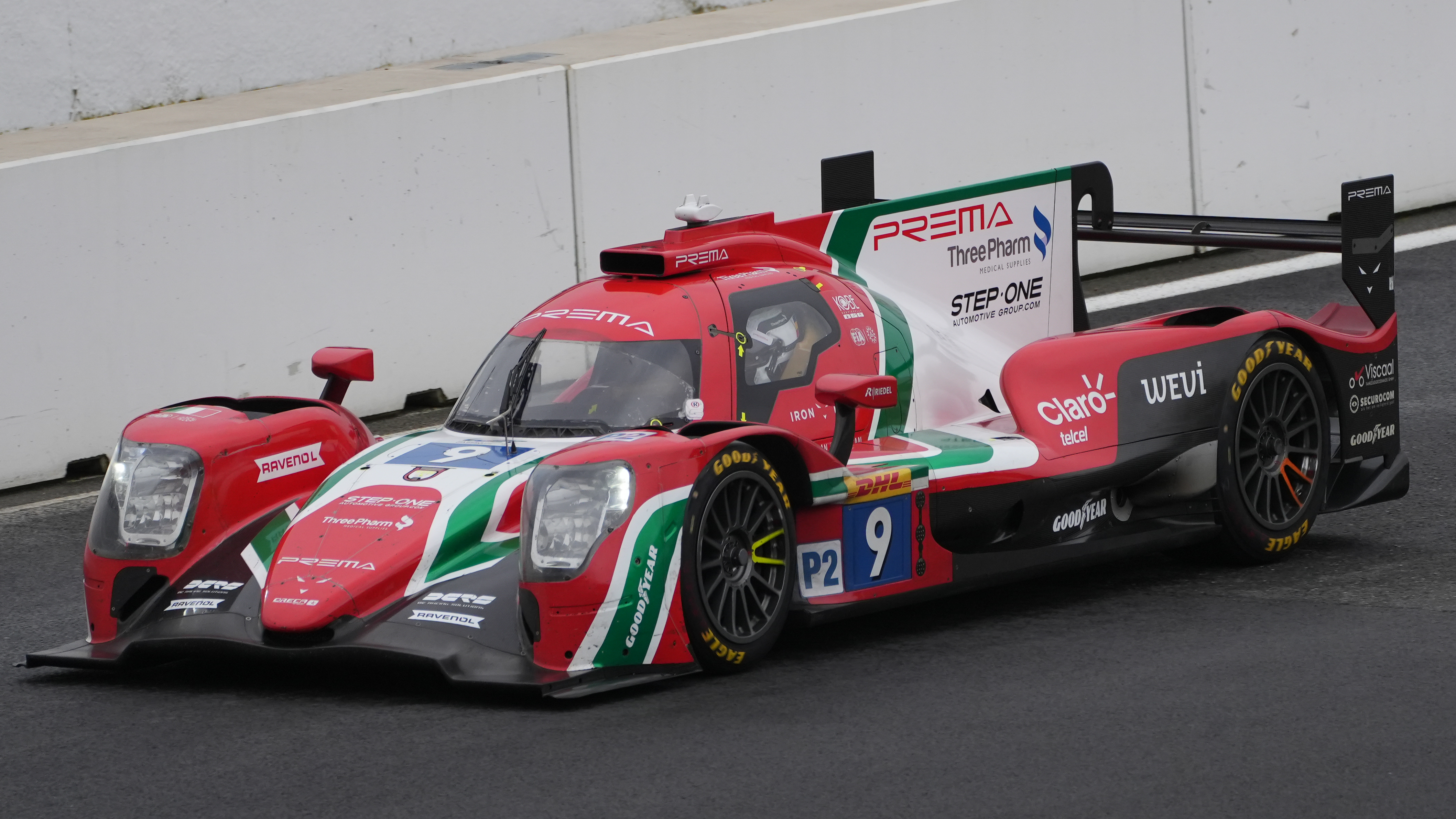
Ugran durante la 6 ore di Spa 2023 con il team Prema

Nel 2022 oltre agli impegni in monoposto Ugran esordisce alla guida delle vetture prototipo, partecipa agli ultimi due round della European Le Mans Series con il team Algarve Pro Racing e in coppia con Bent Viscaal, l'equipaggio ottiene un ottimo quinto posto alla 4 Ore di Portimão.
Per la stagione 2023, Ugran passa al Campionato del mondo endurance con il team Prema Racing, l'olandese dividerà l'Oreca 07 nella classe LMP2 con Juan Manuel Correa, Andrea Caldarelli e Viscaal. L'anno seguente rimane nelle corse con i prototipi LMP2 correndo nella European Le Mans Series con il team United Autosports.

## Risultati

### Riepilogo Carriera
| Stagione | Serie                          | Team                  | Gare | Vittorie | Pole | G/Laps | Podi | Punti | Pos. |
| -------- | ------------------------------ | --------------------- | ---- | -------- | ---- | ------ | ---- | ----- | ---- |
| 2019     | Formula 4 italiano             | BVM Racing            | 21   | 0        | 0    | 0      | 0    | 1     | 26º  |
| 2019     | Formula 4 ADAC                 | BVM Racing            | 2    | 0        | 0    | 0      | 0    | 0     | NC†  |
| 2019     | Formula 4 spagnola             | Jenzer Motorsport     | 3    | 0        | 0    | 0      | 3    | 0     | NC†  |
| 2020     | Formula 4 italiano             | Jenzer Motorsport     | 17   | 1        | 0    | 2      | 5    | 133   | 8º   |
| 2020     | Formula 4 spagnola             | Jenzer Motorsport     | 3    | 2        | 2    | 1      | 3    | 55    | 10º  |
| 2021     | Formula 3                      | Jenzer Motorsport     | 20   | 0        | 0    | 0      | 0    | 0     | 31º  |
| 2022     | Euroformula Open               | Van Amersfoort Racing | 11   | 0        | 0    | 1      | 1    | 92    | 9º   |
| 2022     | Formula 3                      | MP Motorsport         | 2    | 0        | 0    | 0      | 0    | 0     | 36º  |
| 2022     | European Le Mans Series - LMP2 | Algarve Pro Racing    | 2    | 0        | 0    | 0      | 0    | 14    | 17º  |
| 2023     | Mondiale endurance - LMP2      | Prema Racing          | 7    | 0        | 0    | 0      | 0    | 57    | 10°  |

† Poiché Ugran era pilota ospite, non poteva ottenere punti.
* Stagione in corso.

### Risultati in Formula 3
(legenda) (Le gare in grassetto indicano la pole position) (Le gare in corsivo indicano Gpv)
| Stagione | Team              | 1   | 2   | 3   | 4   | 5   | 6   | 7   | 8   | 9   | 10  | 11  | 12  | 13  | 14  | 15  | 16  | 17  | 18  | 19  | 20  | 21  | Punti | Pos. |
| -------- | ----------------- | --- | --- | --- | --- | --- | --- | --- | --- | --- | --- | --- | --- | --- | --- | --- | --- | --- | --- | --- | --- | --- | ----- | ---- |
| 2021     | Jenzer Motorsport | CAT | CAT | CAT | LEC | LEC | LEC | RBR | RBR | RBR | HUN | HUN | HUN | SPA | SPA | SPA | ZAN | ZAN | ZAN | SOC | SOC | SOC | 0     | 31º  |
| 2021     | Jenzer Motorsport | 25  | 21  | 27  | 23  | 28  | 26  | 24  | 22  | 23  | 25  | 19  | 22  | 28  | 19  | 25  | 15  | 24  | 19  | 25  | C   | 19  | 0     | 31º  |
| 2022     | MP Motorsport     | BHR | BHR | IMO | IMO | CAT | CAT | SIL | SIL | RBR | RBR | HUN | HUN | SPA | SPA | ZAN | ZAN | MNZ | MNZ |     |     |     | 0     | 36º  |
| 2022     | MP Motorsport     |     |     |     |     |     |     | 15  | 18  |     |     |     |     |     |     |     |     |     |     |     |     |     | 0     | 36º  |

### Risultati EuroFormula
(legenda) (Le gare in grassetto indicano la pole position) (Le gare in corsivo indicano Gpv)
| Anno | Team                  | 1   | 2   | 3   | 4   | 5   | 6   | 7   | 8   | 9   | 10  | 11  | 12  | 13  | 14  | 15  | 16  | 17  | 18  | 19  | 20  | 21  | 22  | 23  | 24  | 25  | 26  | Punti | Pos. |
| ---- | --------------------- | --- | --- | --- | --- | --- | --- | --- | --- | --- | --- | --- | --- | --- | --- | --- | --- | --- | --- | --- | --- | --- | --- | --- | --- | --- | --- | ----- | ---- |
| 2022 | Van Amersfoort Racing | EST | EST | EST | PAU | PAU | LEC | LEC | LEC | SPA | SPA | SPA | HUN | HUN | HUN | IMO | IMO | IMO | RBR | RBR | RBR | MNZ | MNZ | MNZ | CAT | CAT | CAT | 90    | 9º   |
| 2022 | Van Amersfoort Racing | Rit | 7   | 7   | 5   | 4   | 3   | 5   | 6   | 8   | 8   | 5   |     |     |     |     |     |     |     |     |     |     |     |     |     |     |     | 90    | 9º   |

### Risultati nel ELMS
| Anno    | Squadra            | Classe | Vettura  | PAU | IMO | MON | BAR | SPA | POR | Punti | Pos. |
| ------- | ------------------ | ------ | -------- | --- | --- | --- | --- | --- | --- | ----- | ---- |
| 2022    | Algarve Pro Racing | LMP2   | Oreca 07 |     |     |     |     | 8   | 5   | 14    | 17º  |
| Anno    | Squadra            | Classe | Vettura  | BAR | LEC | IMO | SPA | MUG | ALG | Punti | Pos. |
| 2024    | United Autosports  | LMP2   | Oreca 07 | 3   | 5   | 11  | 9   | 11  | 10  | 29    | 11°  |
| Legenda |                    |        |          |     |     |     |     |     |     |       |      |

*Stagione in corso.

### Risultati nel WEC
| Anno    | Squadra      | Classe | Vettura  | SEB | ALG | SPA | LMS | MON | FUJ | BHR | Punti | Pos. |
| ------- | ------------ | ------ | -------- | --- | --- | --- | --- | --- | --- | --- | ----- | ---- |
| 2023    | Prema Racing | LMP2   | Oreca 07 | 7   | 6   | 4   | 10  | 9   | 8   | 4   | 57    | 10°  |
| Legenda |              |        |          |     |     |     |     |     |     |     |       |      |

* Stagione in corso.

### Risultati 24 Ore di Le Mans
| Anno | Team       | Co-Pilota                       | Auto            | Classe | Giri | Pos. | Class Pos. |
| ---- | ---------- | ------------------------------- | --------------- | ------ | ---- | ---- | ---------- |
| 2023 | Prema Team | Juan Manuel Correa Bent Viscaal | Oreca 07-Gibson | LMP2   | 310  | 34º  | 16º        |